# 科捜研の女 -劇場版-
『科捜研の女 -劇場版-』（かそうけんのおんな げきじょうばん）は、2021年9月3日に公開の日本映画。

## 概要
2020年10月8日に『科捜研の女』の映画化が内定し、早ければ2021年春に撮影を開始し同年末から2022年初頭までには公開すると映画関係者への取材で分かったと女性自身が報じた。
2020年12月17日放送の「season20」最終回において映画化が発表され、脚本はTVシリーズのメインライターである櫻井武晴が担当する事も発表された。TVシリーズ同様に音楽は川井憲次が、監督は兼﨑涼介が担当する。
作中の重要なシーンでは、京都の観光名所である東福寺・錦市場・先斗町の先斗町歌舞練場などがロケ地として撮影されている。
映画化を記念して劇場版公式サイトにおいて、過去の全放送作品を対象に人気投票を実施。上位30位を公式サイトで発表し、テレビ朝日他系列局でも上位30作から選ばれた作品の再放送を随時行った。
今回の映画化にあたって、プロデューサーを務める中尾亜由子は、「コロナは意識していますが、安易に煽ったりしないのが、この番組の責任ではないかと思っています」と述べ、細菌を扱った題材を2021年という時期に公開する事の意義についてコメントしている。

## 登場人物

### 京都府公安委員会警察本部
- 本部長（警視監）佐伯志信：西田健 - 内閣府国家公安委員会警察庁より、京都府へ出向中。

#### 刑事部
- 部長（警視正）藤倉甚一：金田明夫 - 内閣府国家公安委員会警察庁より、京都府へ出向中。

##### 科学捜査研究所
- 所長兼文書研究員 - 日野和正：斉藤暁
- 法医研究員 - 榊マリコ：沢口靖子
- 化学研究員 - 宇佐見裕也：風間トオル
- 物理研究員 - 橋口呂太：渡部秀
- 映像データ研究員 - 涌田亜美：山本ひかる

##### 捜査第一課
- 警部補 - 土門薫：内藤剛志
- 巡査部長 - 蒲原勇樹：石井一彰（土門の部下）

#### 生活安全部

##### サイバー犯罪対策課
- 吉崎泰乃：奥田恵梨華[16]（元・科学捜査研究所員）

#### 警務部
- 巡査部長 - 木島修平：崎本大海[16]（元・刑事部捜査第一課。涌田亜美は大学の後輩）

### 内閣府国家公安委員会警察庁

#### 刑事指導連絡室
- 室長 - 倉橋拓也：渡辺いっけい[16]（榊マリコの元・夫。京都府へ刑事部長としての出向歴あり）

#### 近畿管区警察局
- 総務監察部主任監察官（警視） - 芝美紀江：戸田菜穂[16]（京都府へ管理官としての出向歴あり）

### 科学鑑定監察所
- 科学監察官 - 榊伊知郎：小野武彦[16]（前・科学捜査研究所長。榊マリコの父）

### カナダの科学捜査センター(オタワ)
- 相馬涼：長田成哉[16]（元・科学捜査研究所員）

### その他
- 警察協力受難者協会評議員 - 佐久間誠：田中健[16]（前・刑事部長）
- SPring-8技官 - 宮前守：山崎一[16]（元・科学捜査研究所長）

### 洛北医科大学

#### 法医学教室
- 教授 - 風丘早月：若村麻由美 - 解剖医。

#### ウイルス学研究室
- 教授 - 石川礼子：片岡礼子
- 准教授 - 相田勝之：佐渡山順久
- 講師 - 柴崎勉：マギー
- 助教 - 秦美穂子：佐津川愛美（科捜研の女S.21第2話にも登場。）

### 京都医科歯科大学

#### 法医学研究室
- 佐沢真：野村宏伸[16] - 解剖医（過去に榊マリコにプロポーズして断られている）

#### 生体防御研究室
- 准教授 - 斎藤朗：増田広司
- 研究員 - 石室達也：宮川一朗太
- 研究員 - 長野智彦：阪田マサノブ

### 帝政大学
- 微生物学教授 - 加賀野亘：佐々木蔵之介[17]
- 助手　- 木村柊一：中村靖日
- 大学院生 - 森奈々枝：駒井蓮
- 大学院生 - 森友希枝：水島麻理奈

### その他
- 老紳士 ：伊東四朗（特別出演）[18]
- アナウンサー ：福山潤[18]
- 榊いずみ ：星由里子（ライブラリ出演）
- 宇佐見咲枝 ：宮田圭子
- 日野恵津子 ：宮地雅子
- 風丘亜矢 ：染野有来

## スタッフ
- 監督：兼﨑涼介
- 脚本：櫻井武晴
- 音楽：川井憲次
- 主題歌：遥海「声」（Sony Music Labels Inc.）
- 製作総指揮：早河洋
- 製作統括：亀山慶二、手塚治
- 製作：西新、村松秀信、與田尚志、池田篤郎、今村俊昭、多湖慎一、寺内達郎、森君夫
- エグゼクティブプロデューサー：三輪祐見子、塚田英明
- ゼネラルプロデューサー：関拓也
- プロデューサー：藤崎絵三、村上弓、中尾亜由子、森田大児、谷中寿成
- 撮影：朝倉義人（J.S.C.）
- 照明：山中秋男
- 録音：近藤義兼
- 映像：今西遺充
- 美術：松崎宙人
- 装飾：極並浩史
- 編集：米田武朗（J.S.E.）
- 音響効果：荒木祥貴
- 記録：山本真央
- 衣装：宿女正太、服部典子
- メイク：ワシダトモキ
- 演技事務：須賀章
- VFX Producer：齋藤大輔
- シリーズ助監督：玉木雄介
- 助監督：宗野賢一
- 進行主任：谷敷裕也
- 製作担当：田中康太
- 配給：東映
- 制作プロダクション：東映京都撮影所
- 製作：「科捜研の女 -劇場版-」製作委員会（テレビ朝日、東映、東映ビデオ、東宝芸能、朝日放送テレビ、メ〜テレ、北海道テレビ放送、九州朝日放送）

## ソフトウエア

### DVD、Blu-ray
- 科捜研の女 -劇場版-（2022年2月9日発売）1BOX仕様

### CD
- 科捜研の女 -劇場版- オリジナル・サウンドトラック（2021年9月7日発売）